# 马略卡胡安·米罗基金会

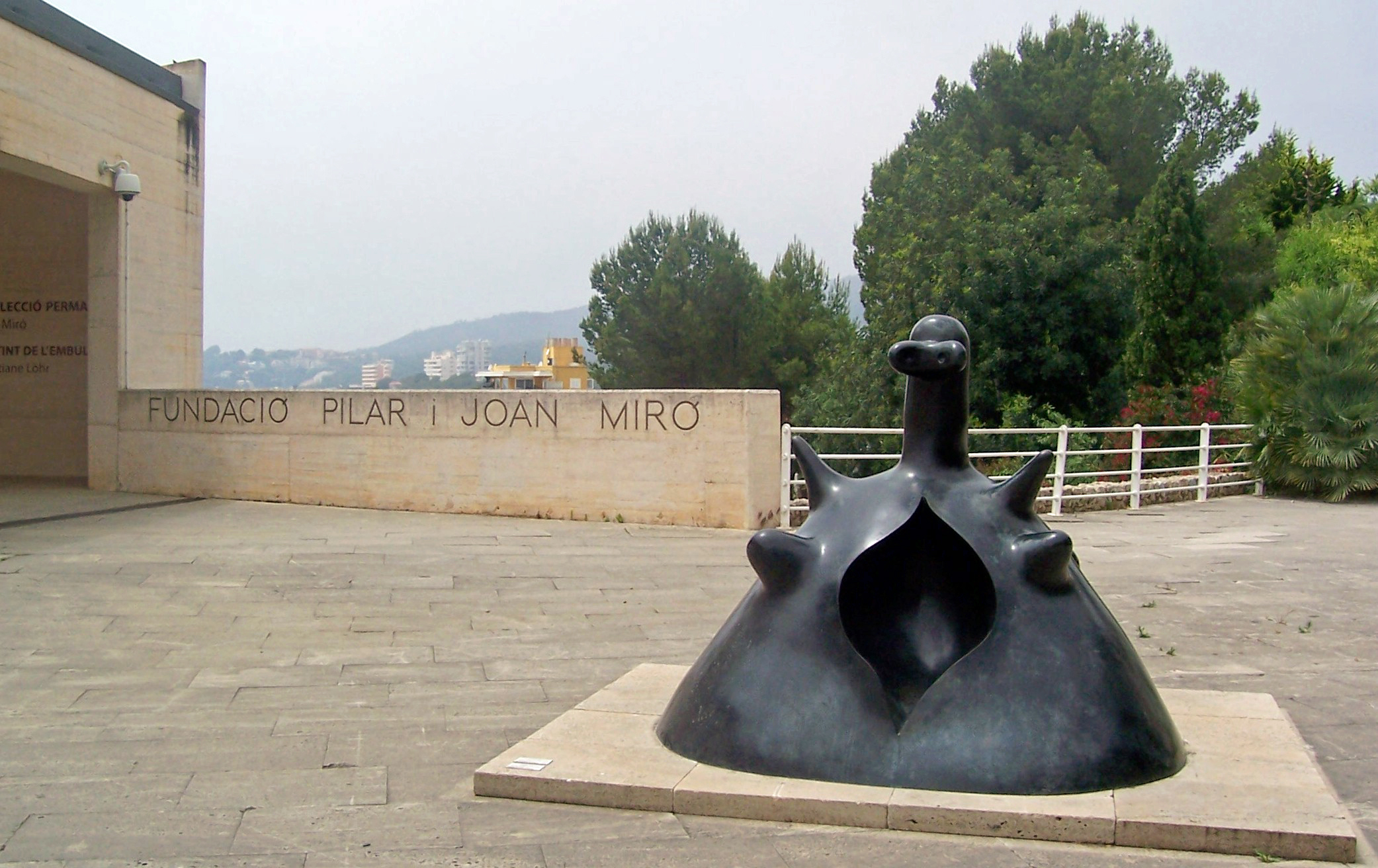
博物馆入口处附近的米罗雕塑

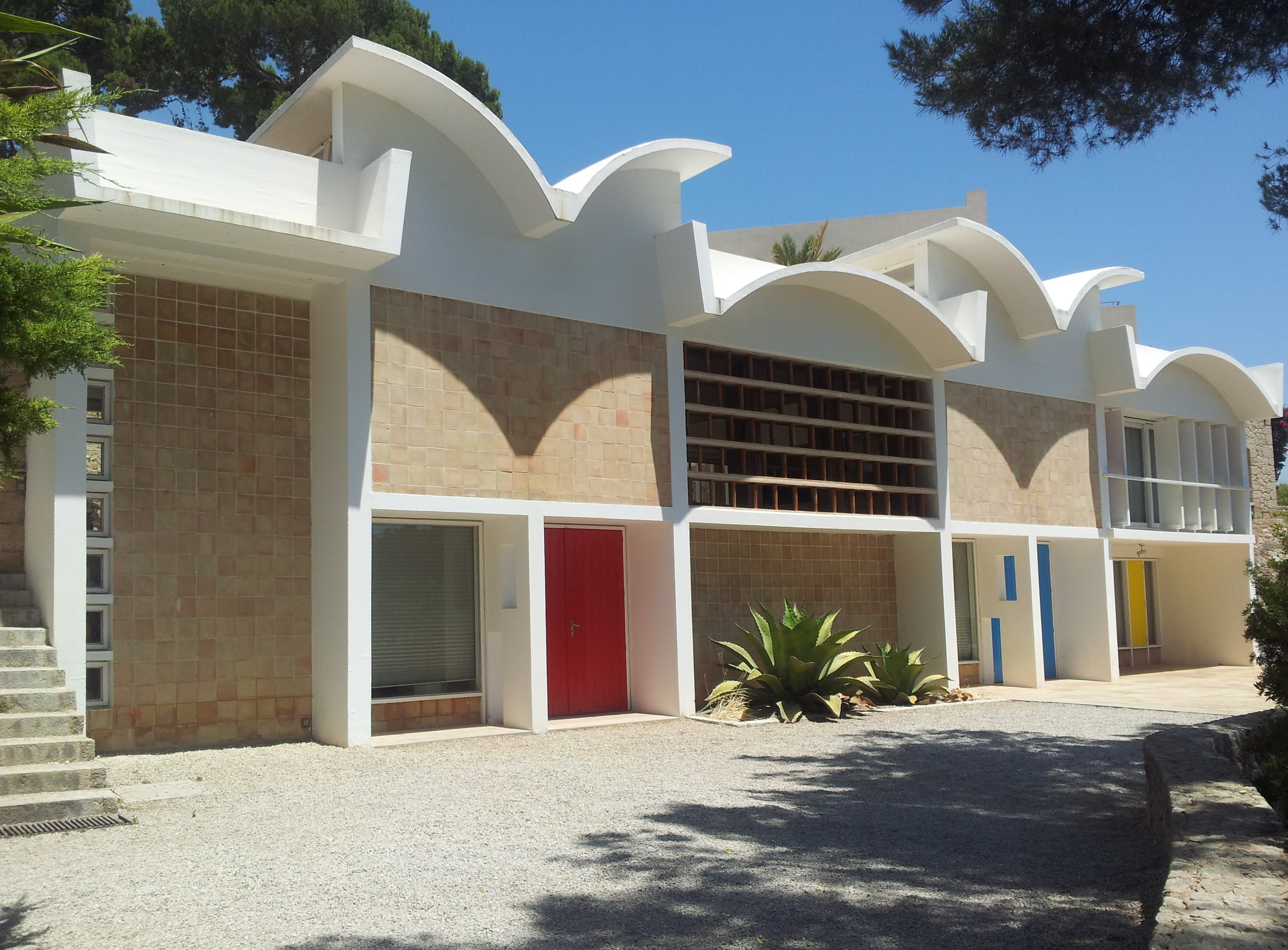
米罗的塞特工作室

马略卡胡安·米罗基金会（Fundació Miró Mallorca）是一个博物馆，位于帕尔马,专注于艺术家胡安·米罗的作品。它包括一座主楼，展出艺术家捐赠的6000件作品，包括绘画和雕塑、一个图书馆、一个雕塑花园、米罗的塞特工作室，和桑博特庄园（Finca Son Boter）。
米罗的母亲和妻子来自马略卡岛。他于1956年在岛上定居。塞特工作室是由约瑟夫·路易斯·塞特（Josep Lluís Sert）在同年为米罗设计，被艺术家使用，直到1983年去世。创立。1959年，米罗买下了附近的桑博特庄园（Finca Son Boter）将其用作工作室；在墙上仍然可以看到他的涂鸦。该基金会由胡安·米罗和他的妻子皮拉尔·朱科萨（Pilar Juncosa）成立于1981年。博物馆由拉斐尔·莫内欧设计，建于1992年。